# Estación de Abando Indalecio Prieto
Estación de Abando Indalecio Prieto vasúti fejpályaudvar Spanyolországban, Bilbao településen.

## Forgalom
Apályaudvarról az alábbi járatok indulnak:
Cercanías:
- C-1: Bilbao–Santurtzi
- C-2: Bilbao–Muskiz
- C-3: Bilbao–Urduña

Távolsági vonatok
- Alvia: Bilbao – Madrid Chamartín
- Arco: Bilbao – Vigo / Salamanca
- Estrella: Bilbao – Barcelona / Málaga (éjszakai vonat)
- Talgo: Bilbao – Barcelona / Madrid-Chamartín

## Vasútvonalak
Az állomást az alábbi vasútvonalak érintik:
- Bilbao–Casetas-vasútvonal

## Kapcsolódó állomások
A vasútállomáshoz az alábbi állomások vannak a legközelebb:
- Zabalburu station (Adif) (Line C-1, Línea C-2)
- Miribilla (Línea C-3)

## Képgaléria

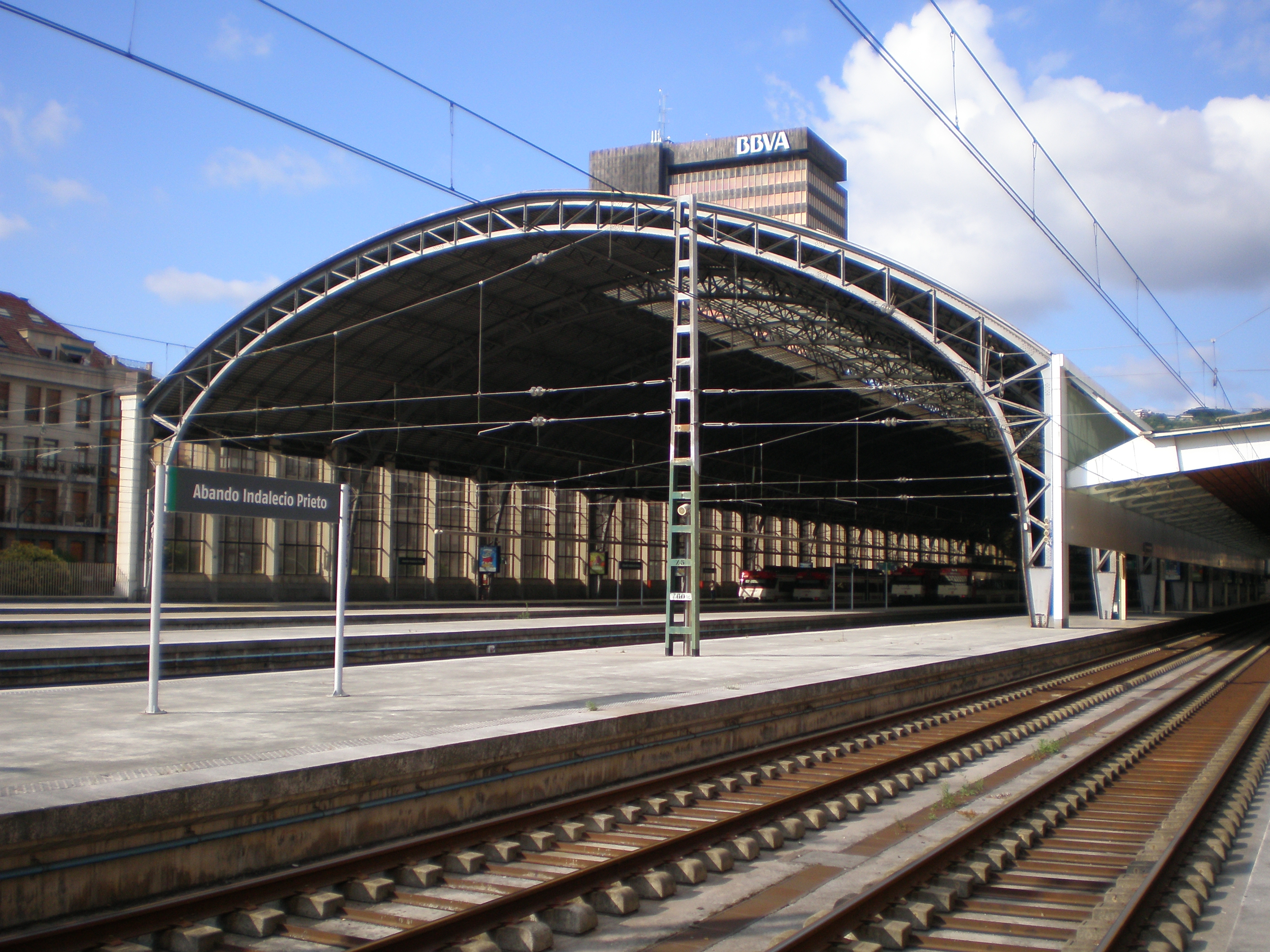
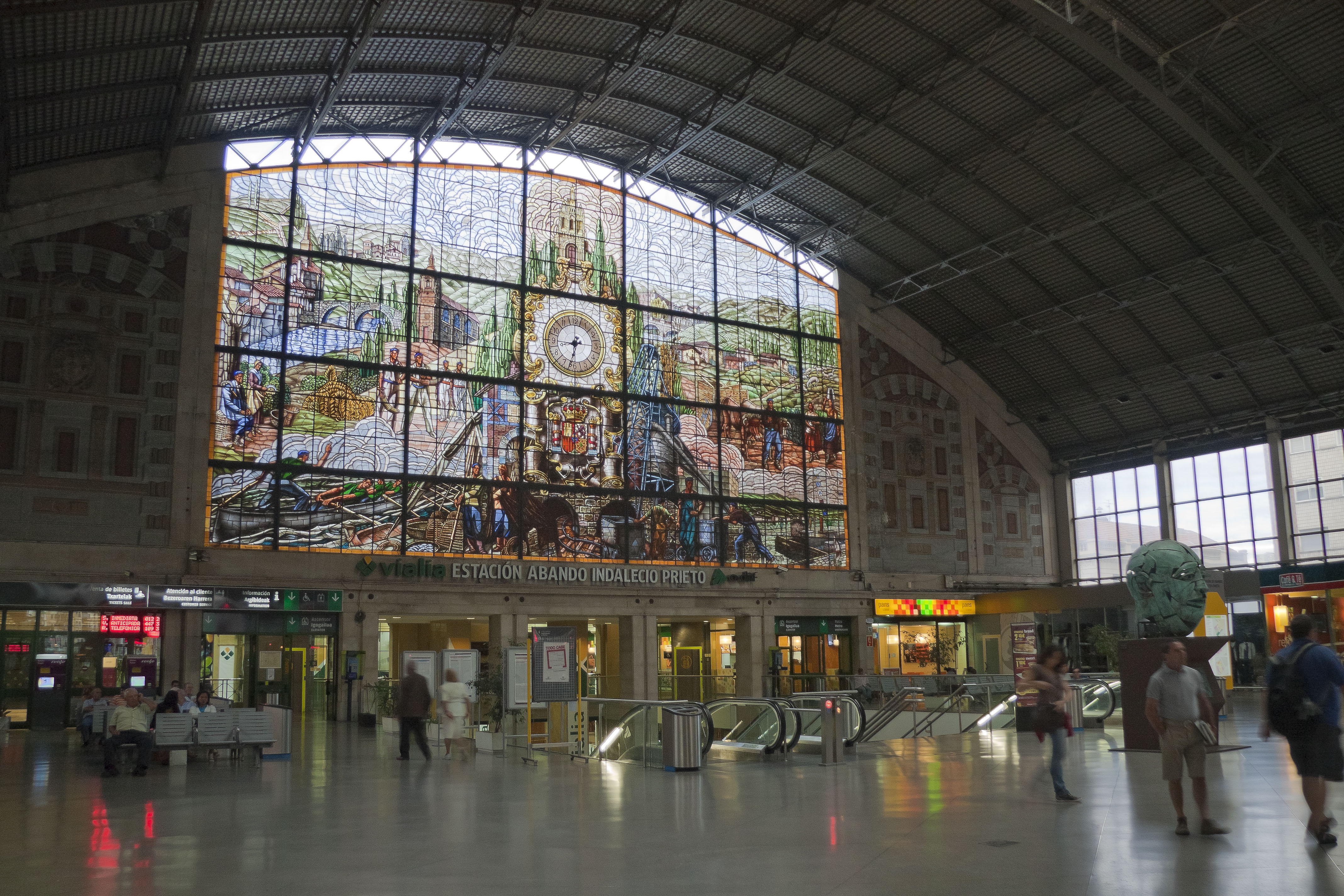
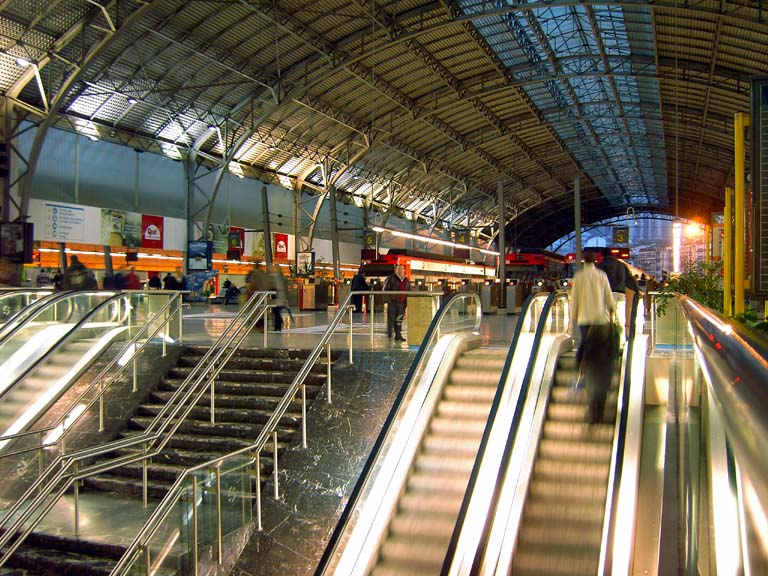